# Leucania insulicola
Leucania insulicola  là một loài bướm đêm trong họ Noctuidae.